# Козлова, Татьяна Николаевна
Татьяна Николаевна Козлова (род. 29 ноября 1931 года, посёлок Красноуральск, Уральская область) — советский, российский тренер по горнолыжному спорту. Заслуженный тренер РСФСР по горнолыжному спорту (1988). «Лучший тренер СССР» (1989).

## Биография
Родилась в рабочем посёлке Красноуральск Уральской области (с 1934 года — Свердловская область).
С юности связала свою жизнь со спортом.
В 1954 году окончила Уральский политехнический институт в Свердловске.
С 1967 работала в Уфе, была тренером детско- юношеской спортивной школы ДСО «Труд».
В 1971 году В Уфе была открыта спортивная секция по горнолыжному спорту под руководством заслуженного тренера РСФСР Козлова Евгения Григорьевича.
С 1975 года Татьяна Николаевна Козлова готовила спортсменов-горнолыжников в ДСО «Зенит» (Уфа).
В 1978 году стала старшим тренером тренер специализированной детско-юношеской школы олимпийского резерва- СДЮШОР ДСО «Зенит», а в 1987—1988 годах — Башкирского областного совета Всесоюзного ФСО профсоюзов, одновременно в 1979—1985 годах была тренером юношеской сборной команды СССР.
В Башкирии, расположенной на юге Урала, традиционно большое внимание уделялось и уделяется зимним видам спорта, особенно горнолыжному спорту. Воспитанники таких высококвалифицированных тренеров, как Евгений Григорьевич Козлов, Татьяна Николаевна Козлова, добивались высоких результатов.
Среди воспитанников тренера Татьяны Козловой — серебряный призёр Олимпийских игр, призёр чемпионата мира по горнолыжному спорту, а ныне — Президент ФГССР Светлана Гладышева, победители и призёры чемпионатов страны Елена Бухтиярова, Галина Керимова, Наталья Данилочкина, Константин Чистяков и многие другие известные спортсмены, а также 15 мастеров спорта СССР.
Воспитанники Татьяны Козловой многократно становились чемпионами СССР и России, победителями и призёрами крупных международных соревнований мирового и европейского уровня по горнолыжному спорту.
В 1989 году Т. Н. Козлова удостоена звания «Лучший тренер СССР».
За высокие заслуги перед отечественным спортом Татьяна Козлова была включена в почетный ряд факелоносцев Олимпийского огня зимних Игр-2014 в Сочи.

## Семья
Муж — Е. Г. Козлов, заслуженный тренер РСФСР по горнолыжному спорту.

## Почётные звания и награды
- Заслуженный тренер РСФСР по горнолыжному спорту (1988)
- «Лучший тренер СССР» (1989).
- Медаль «За заслуги в развитии Олимпийского движения России».